# OutRun Online Arcade
OutRun Online Arcade est un jeu vidéo de course automobile de la série Out Run, développée par Sumo Digital et édité par Sega, propriétaire de la licence. Basé sur le jeu OutRun 2006: Coast 2 Coast, Outrun Online Arcade comprend les 15 circuits de OutRun 2 SP et supporte un mode multijoueurs via internet jusqu'à 6 compétiteurs.
Le jeu est disponible pour PlayStation 3 et sorti sur PlayStation Network en Europe au prix de 9,99 €. Il est également disponible sur Xbox 360 via Xbox Live pour 800 points Microsoft.